# Осенняя история (фильм, 1987)
«Осенняя история»(иер. трад. 秋天的童話, кант.-рус.: Чоу тин дик тонг ва, англ. An Autumn's Tale) — гонконгская драма 1987 года, режиссёр Мэйбел Чун. Главные роли исполнили Чоу Юньфат, Чери Чун и Дэнни Чан.
Картина получила 7 номинаций на 7-й Гонконгской кинопремии. Фильм завоевал победы в следующих номинациях: «Лучший фильм», «Лучший сценарий» (Алекс Ло), «Лучшая операторская работа» (Дэвид Чунг, Джеймс Хейман).

## Сюжет
Китаянка Дженнифер (Чери Чун) переезжает в Нью-Йорк, чтобы быть ближе к своему бойфренду Винсенту (Дэнни Чан). Однако выясняется, что он не особенно рад её приезду – Винсент уже завёл новый роман и не хочет возвращаться в прошлое. У Дженнифер нет денег, чтобы вернуться домой, поэтому она остаётся у своего далёкого родственника Сэмюэля (Чоу Юньфат), который быстро влюбляется в добрую и красивую девушку.  

## В ролях
- Чоу Юньфат — Сэмюэль Панг
- Чери Чун[англ.] — Дженнифер Ли
- Дэнни Чан[англ.] — Винсент, парень Дженнифер
- Кенди У — новая девушка Винсента
- Артур Фулбрайт — друг Сэмюэля
- Джиджи Вонг — миссис Шервуд
- Чан Юй-инь
- Джойс Хаускнехт — Анна Шервуд, дочь мисс Шервуд

## Награды и номинации
| Награды                    | Награды                    | Награды                   | Награды   |
| Кинопремия                 | Категория                  | Лауреат / претендент      | Результат |
| -------------------------- | -------------------------- | ------------------------- | --------- |
| 7-я Гонконгская кинопремия | Лучший фильм               | Осенняя история           | Победа    |
| 7-я Гонконгская кинопремия | Лучшая режиссёрская работа | Мэйбел Чун                | Номинация |
| 7-я Гонконгская кинопремия | Лучшая мужская роль        | Чоу Юньфат                | Номинация |
| 7-я Гонконгская кинопремия | Лучшая женская роль        | Чери Чун                  | Номинация |
| 7-я Гонконгская кинопремия | Лучший сценарий            | Алекс Ло                  | Победа    |
| 7-я Гонконгская кинопремия | Лучшая операторская работа | Дэвид Чунг, Джеймс Хейман | Победа    |
| 7-я Гонконгская кинопремия | Лучшая музыка              | Лоуэлл Ло                 | Номинация |
| 24-я Золотая лошадь        | Лучший фильм               | Осенняя история           | Номинация |
| 24-я Золотая лошадь        | Лучшая режиссёрская работа | Мэйбел Чун                | Номинация |
| 24-я Золотая лошадь        | Лучшая мужская роль        | Чоу Юньфат                | Победа    |
| 24-я Золотая лошадь        | Лучшая женская роль        | Чери Чун                  | Номинация |
| 24-я Золотая лошадь        | Лучший сценарий            | Алекс Ло                  | Номинация |
| 24-я Золотая лошадь        | Лучшая операторская работа | Дэвид Чунг, Джеймс Хейман | Номинация |